# Thalassoica antarctica
Thalassoica antarctica là một loài chim trong họ Procellariidae.